# باسكوال غوتيريز
باسكوال غوتيريز (بالإسبانية: Pascual Gutiérrez)‏ هو منافس ألعاب قوى مكسيكي، ولد في 29 نوفمبر 1914، وتوفي في 26 مارس 1987.

## وصلات خارجية
- باسكوال غوتيريز على موقع أوليمبيديا (الإنجليزية)